# 丸亀町 (高松市)
丸亀町（まるがめまち）は、香川県高松市中心部の町丁。郵便番号は760-0029。住居表示に関する法律に基づく住居表示は実施されていない。
香川県を代表する商業地（商店街）である丸亀町商店街を擁する一帯。
丸亀町全域を対象とする連鎖的な市街地再開発事業に伴って狭隘な既存建物は更新され、道幅も広がった結果、路線価も香川県内最高値が付けられるようになった。この再開発は既存市街地に見られがちな複雑な権利関係をクリアし、それまで全国的に成功例があまりなかった商店街活性化のモデル事業として他自治体からの視察も相次いでいる。

## 地理
高松市役所より0.3km、高松市中心部の都心に位置し、高松中央商店街を成す丸亀町商店街（市道丸亀町栗林線）を挟んだ西側と東側を町域とする南北に長い両側町である。当町の全域を占める丸亀町商店街は南北に延びた全長約470mのアーケード付き歩行者専用道路で買い物客や通行人が行き交うほか、かつて高松城下を中心とした五街道のうち、仏生山街道と琴平街道がこの道筋を経由しており、常磐橋（現・丸亀町ドームの北側）から当町を南進して栗林町で分岐の後、それぞれ仏生山及び琴平へ延びていた。
2015年国勢調査による人口は293人（男143人/女150人）、世帯数は180世帯、面積は3万2506.96m2、人口密度は9013.5人/km2。公立小学校・中学校の校区は全域が新番丁小学校・紫雲中学校に属している。
町内における都市計画法に基づく用途地域は全域が商業地域で、容積率は国道11号高松北バイパス沿いが600%、それ以外が500%である。

## 歴史

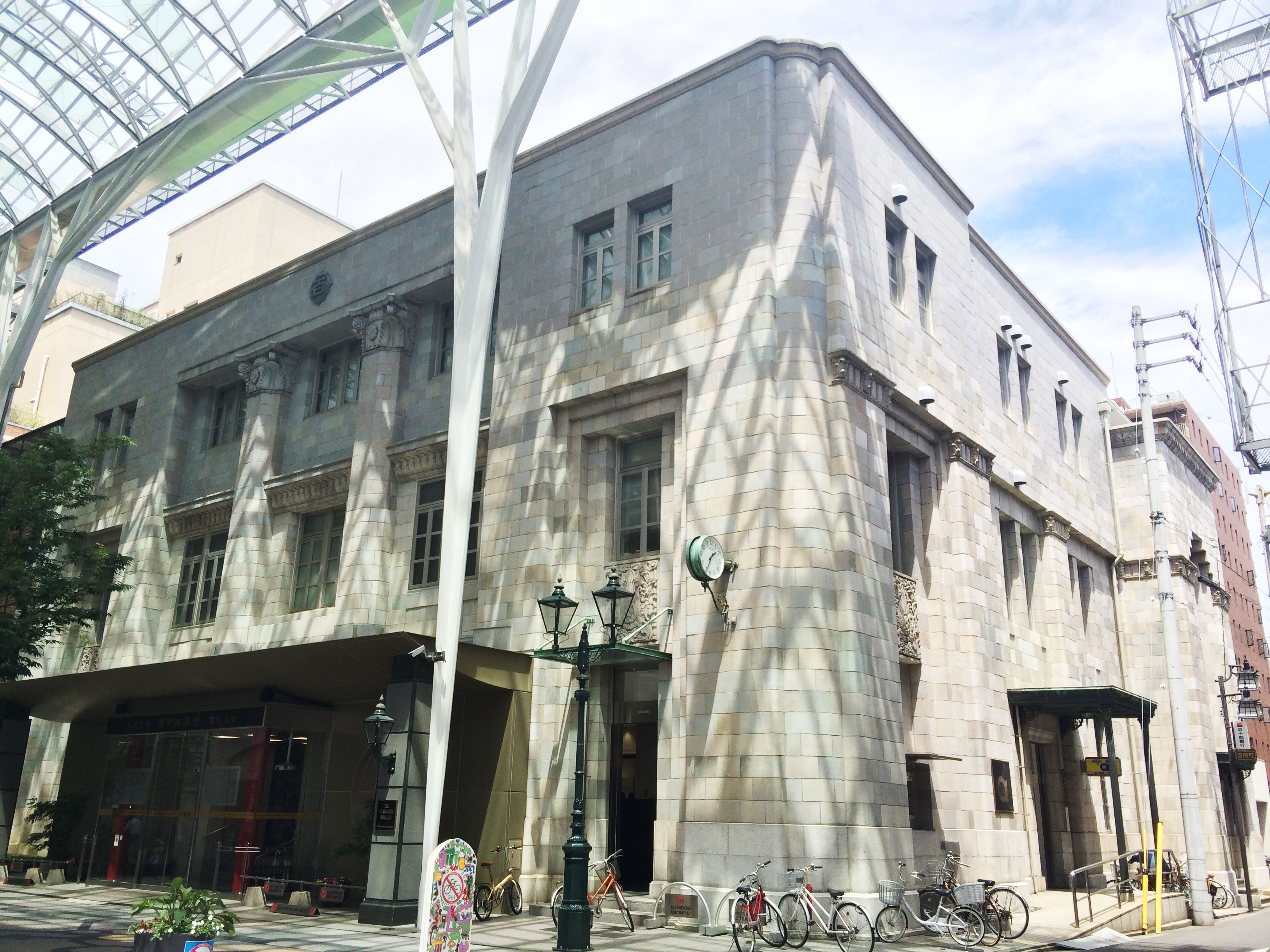
当町最古の建物である百十四銀行高松支店。1926年（大正15年）4月24日に高松百十四銀行本店として完成し、後に本店機能が移転してからも高松支店としてなお現役の銀行建築であり、高松空襲でも焼け残った歴史的建造物でもある。

町名の由来は、1610年（慶長15年）生駒正俊が領主となった際、那珂郡丸亀の商人をこの地に移したことによる。
1640年（寛永17年）の城下絵図には丸亀町を中心としてその東西に各職人町が整然と配されている様が描かれ、また1789年（寛政元年）の絵図などから当町は北から街区ごとに一～四丁目となっている。町内の大店である奈良屋は、その祖先が十河城城主十河存保と伝えられ、南新町の三倉屋、塩屋町の木屋とともに高松の三人衆と称されたほか、高松藩の御用商人で苗字を許された三人扶持を給されていた。また、幕末においては当町に津国屋忠五郎ほか9人の砂糖会所引請人がおり、当町が高松藩による砂糖の流通統制の要となっていた。江戸時代の当町は新井戸から配水を受けていたと推測され、1853年（嘉永6年）の新井戸水道年賦銀上納割高控によれば当町から銀31匁5分が納められている。そのほか、1868年（慶応4年）戊辰戦争における朝敵事件では、高松城に進駐した土佐征討軍の総督深尾丹波が当町の奈良屋を宿舎としている。
1875年（明治8年）、奈良屋当主十河権三郎は、伏石屋鈴木伝五郎、川崎屋川崎舎竹郎、三倉屋富山甚三郎、木屋中野滝次郎、大和屋佐々木清三などの有力商店主とともに博文社を兵庫町に設立している。1878年（明治11年）には、後に県内最大手となる第百十四国立銀行（現・百十四銀行）が町内に設立されたが、当時は出資者のほとんどを士族が占める士族銀行であった。教育に関しては1882年（明治15年）に竹堂林賢（通称・滝三郎）が葆真学舎を町内に開設（異説に古馬場町）し、当初の漢学に加えて後に英語・数学なども教えていたが、その後新通町に移転した。1890年（明治23年）2月15日にはそれまで城下町各町の集合体であった高松の区域を以って市制を施行して高松市が成立し、丸亀町はその一部となった。文明開化を迎え、1895年（明治28年）4月の高松電灯設立に伴い、同年11月には四国初の電灯が当町と兵庫町に灯る。需要家数は294戸であった。また町内には百十四銀行に次ぐ銀行として、1895年（明治28年）12月27日に高松貯蓄銀行が設立されたが、1900年（明治33年）7月1日には高松百十四銀行（現・百十四銀行）に吸収合併された。
1945年（昭和20年）7月4日未明にはアメリカ軍による無差別絨毯爆撃「高松空襲」を受け、町内全てが灰燼に帰した。空襲で壊滅的な被害を受けた高松市中心部では大部分で土地区画整理事業（戦災復興土地区画整理事業）が施行され、丸亀町でも第一工区一次として区画整理の対象となり、町内の多くの街路が拡張・改良された。この区画整理事業の完工となる換地処分公告は1958年（昭和33年）7月10日である。その翌日の7月11日を以って、当町の一部が片原町、兵庫町、今新町及び紺屋町へ編入され、同時に南新町の旧一丁目の大部分並びに古馬場町、東瓦町、南鍛冶屋町、外磨屋町及び南紺屋町の各一部を当町に編入した。
以降、四国の玄関高松の骨格となる高松中央商店街の中核として四国随一の賑わいを見せたが、1980年代に入ると瀬戸大橋開通による物流構造の変化で本州資本のチェーン店が大挙して押し寄せ、また同時に車社会化の進展による郊外化とそれに伴う郊外型商業施設の相次ぐ開業といった経済的構造変化によって、中心市街地に位置する当町商店街の歩行者数も減少の兆しを見せていた。さらに拍車をかけたのがバブル景気による地価の高騰であり、当町周辺に人が住めなくなってことでドーナツ化現象が顕著に現れ、日用買回り品など客単価の安い商品を扱う小売店が成立しなくなったことで、南北470m・157出店のうち半数が洋服屋・高級ブティックという、あまりに品揃えの偏った商店街となった。そのような状態でバブル崩壊を迎えてしまい、加速するデフレーションに対して高級洋服店しかない当商店街は消費者の支持を完全に失った。
当町商店街を取り巻く状況が一層厳しさを増す中、街の再開発の必要性を感じた商店主たちによって1990年（平成2年）に高松丸亀町商店街再開発計画が始動し、ここから十数年をかけて手法や土地の権利といった具体的な問題を検討した末、所有権と利用権を分権した定期借地権の設定や連鎖的開発手法を用いることにより、2006年（平成18年）にA街区の高松丸亀町壱番街、2007年（平成19年）に北部三町ドーム（高松丸亀町壱番街前ドーム広場）、2009年（平成21年）にB街区の高松丸亀町弐番街、C街区の高松丸亀町参番街東館、2010年（平成22年）にC街区の高松丸亀町参番街西館、2012年（平成24年）にG街区の丸亀町グリーンが竣工した。
一連の再開発により、減少の一途をたどっていた当町商店街の歩行者数は下げ止まり、特に休日は増加している。また、路線価も上昇し例年県内最高額地点であった中央通りと並ぶまでになった。

## 主要施設
掲載順は地番の順序による
- 丸亀町壱番街西館
  - ティファニー
- サンマルクカフェ高松丸亀町店
- 丸亀町弐番街3号館
- ABCマート高松店
- 名物かまど高松店
- 丸亀町参番街西館
  - ワイモバイル高松
  - auショップ高松丸亀町
  - はるやま高松店
- 中国銀行高松支店
- ソフトバンク丸亀町商店街
- 宮脇書店本店
- セガミワンズワン高松丸亀町店
- スターバックスコーヒー高松丸亀町
- ファミリーマート高松丸亀町店
- 丸亀町グリーン西館
  - ザ・ノースフェイス高松店
  - アイアイ イスズ ブライダル本店
  - 高松ロフト
  - チャーリー高松丸亀町グリーン店
  - URBAN RESEARCH DOORS丸亀町グリーン高松店
  - タワーレコード高松丸亀町店
- 丸亀町グリーン東館
  - ダイワロイネットホテル高松
  - 四国銀行高松支店（・高松南支店）
  - ファミリーマート高松丸亀町グリーン店
  - ユナイテッドアローズグリーンレーベル リラクシング 高松店
- 無印良品高松
- 岩佐佛喜堂本店
- セブン-イレブン高松丸亀町店
- 丸亀町参番街東館
  - 香川県赤十字血液センター献血ルームオリーブ
  - トゥモローランド高松店
  - ルピシア高松丸亀町店
- 丸亀町弐番街2号館
  - ザラ高松店
  - ヴィレッジヴァンガード高松アッシュ
- ダイソー高松中央店
- 百十四銀行高松支店（・同高松駅前出張所）
- 丸亀町壱番街東館
  - GAPストア 高松三越店
  - コーチ
  - ボッテガ・ヴェネタ